# Косталта (Виченца)
Косталта је насеље у Италији у округу Виченца, региону Венето.
Према процени из 2011. у насељу је живело 36 становника. Насеље се налази на надморској висини од 1023 м.